# Gittella punctata
Gittella punctata är en kvalsterart som beskrevs av Hammer 1961. Gittella punctata ingår i släktet Gittella och familjen Oppiidae. Inga underarter finns listade i Catalogue of Life.